# Borek (Skuteč)

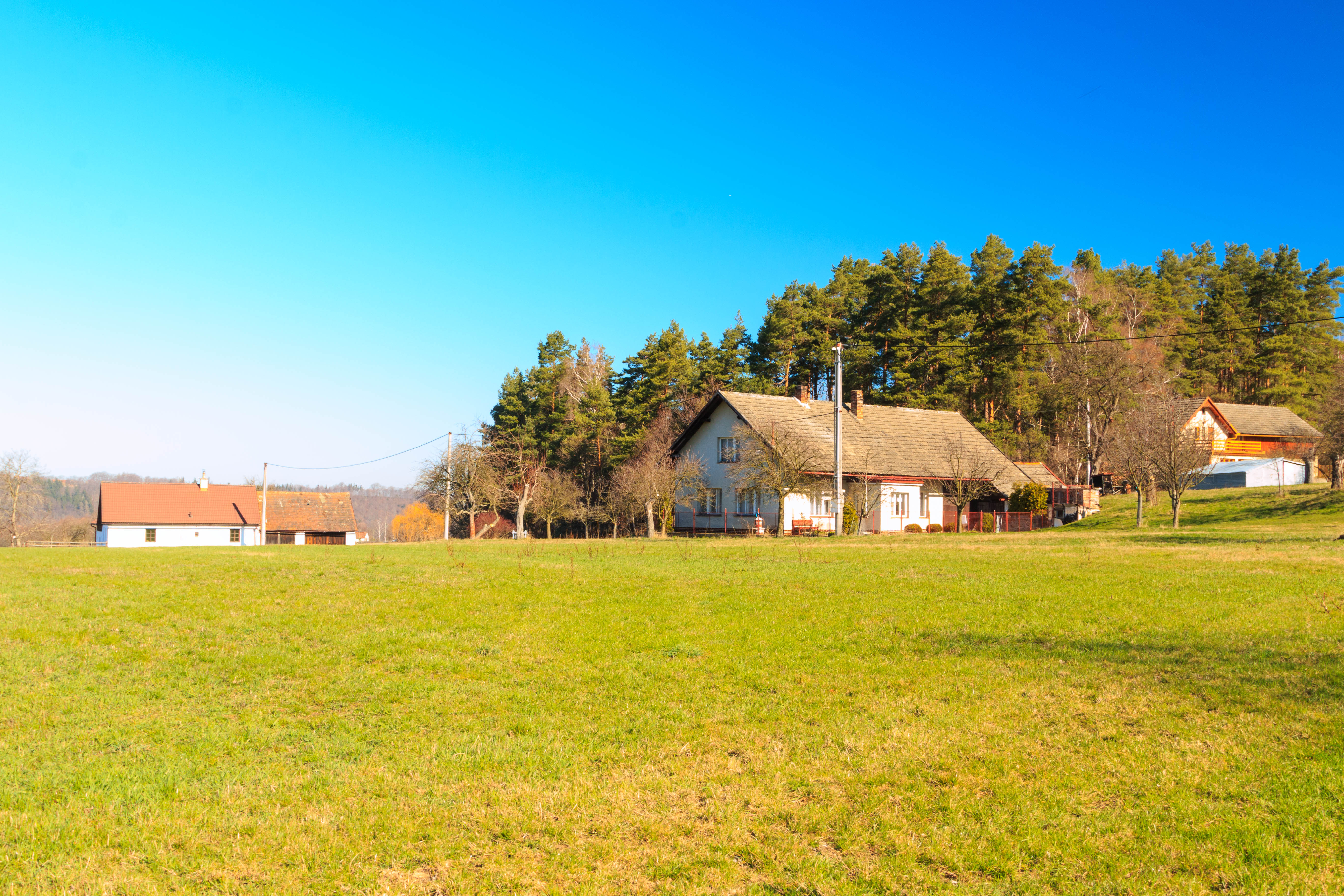
Ortsansicht

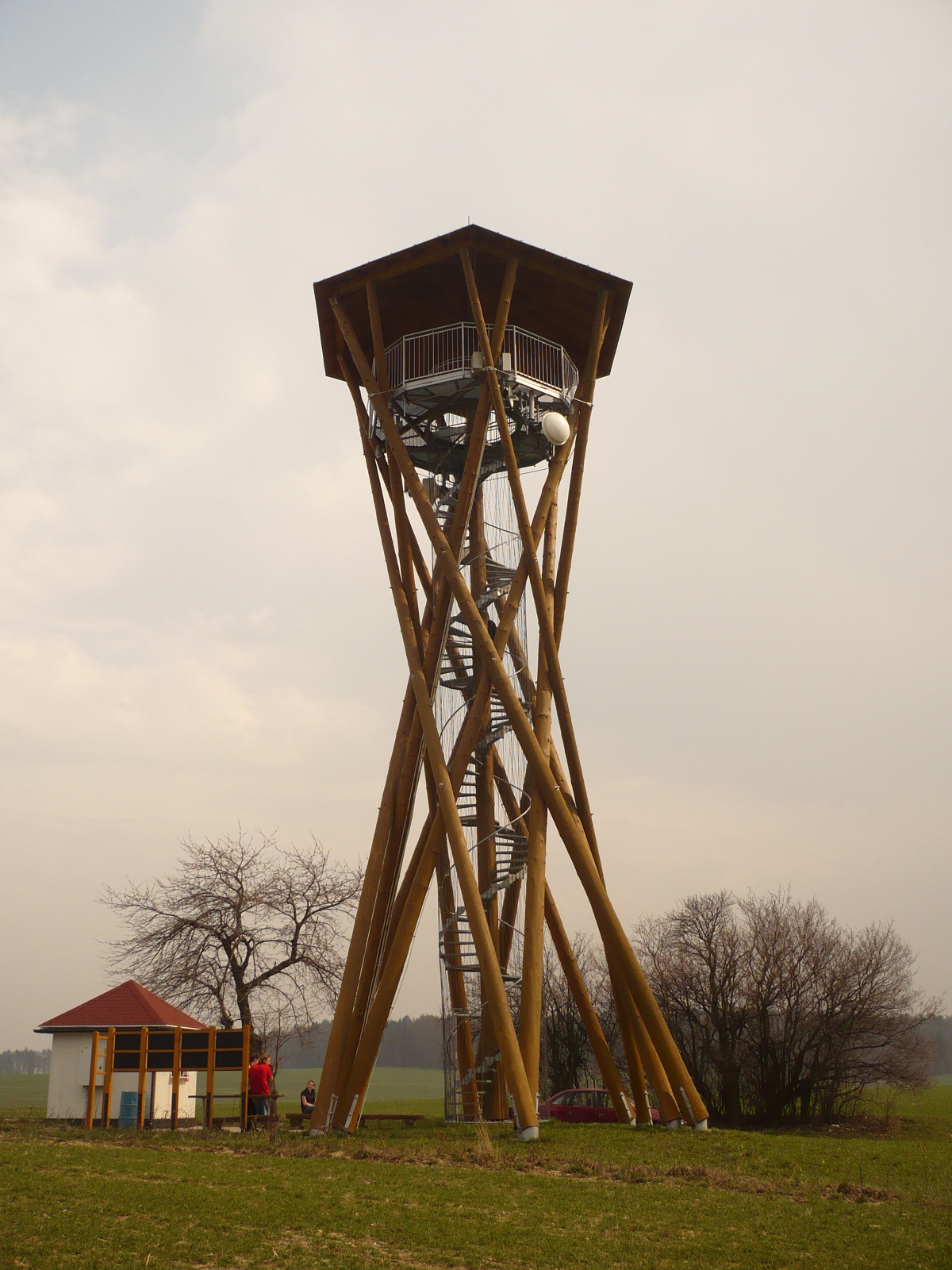
Aussichtsturm Borůvka

Borek ist ein Ortsteil der Stadt Skuteč in Tschechien. Er liegt fünf Kilometer östlich von Skuteč und gehört zum Okres Chrudim.

## Geographie
Die Rotte Borek befindet sich rechtsseitig über dem Tal der Krounka in der Novohradská stupňovina (Neuschlosser Stufenland). Südöstlich erhebt sich der Macháčkův kopec (509 m n.m.), im Nordwesten die Heráně (453 m n.m.). Südwestlich liegt die Burg Rychmburk.
Nachbarorte sind Zhoř und Brdo im Norden, Hluboká und Březiny im Osten, Zderaz und Perálec im Südosten, Kutřín und Hněvětice im Süden, Předhradí und Lažany im Südwesten, Skuteč im Westen sowie Oborský Mlýn, Zbožnov, Lhota u Skutče und Zadní Borek im Nordwesten.

## Geschichte
Die erste schriftliche Erwähnung des zur Herrschaft Richenburg gehörigen Dorfes Borek erfolgte 1789.  
Im Jahre 1835 bestand das im Chrudimer Kreis gelegene Rustikaldorf Borek aus 5 zerstreuten Häusern, in denen 34 Personen lebten. Borek unterstand dem Gericht Hniewietitz. Pfarrort war Richenburg. Bis zur Mitte des 19. Jahrhunderts blieb Borek der Herrschaft Richenburg untertänig.
Nach der Aufhebung der Patrimonialherrschaften bildete Borek ab 1849 einen Ortsteil der Gemeinde Hněvětice im Gerichtsbezirk Skutsch. Ab 1868 gehörte das Dorf zum politischen Bezirk Hohenmauth. 1869 hatte Borek 41 Einwohner und bestand aus 8 Häusern. Zum Ende des 19. Jahrhunderts wurde das Dorf als Přední Borek bezeichnet. Im Jahre 1900 lebten in Borek 39 Personen. 1930 hatte das Dorf 26 Einwohner. 1949 wurde Borek dem neu gebildeten Okres Hlinsko zugeordnet, seit 1961 gehört das Dorf zum Okres Chrudim. Am 1. Juli 1985 wurde Borek zusammen mit Hněvětice nach Skuteč eingemeindet. Beim Zensus von 2001 lebten in den 7 Häusern von Borek 6 Personen. Am 4. Juni 2005 wurde auf der Hochfläche Na Borůvčí zwischen Borek und Hluboká der Aussichtsturm Borůvka eröffnet. 

## Ortsgliederung
Der Ortsteil Borek ist Tel des Katastralbezirkes Hněvětice.

## Sehenswürdigkeiten
- Aussichtsturm Borůvka, er ist der dritte vom Gemeindeverband Toulovcovy Maštale realisierte Aussichtsturm. Die Holz-Metall-Konstruktion hat eine Höhe von 18,5 m, die Aussichtsplattform befindet sich in 15 m Höhe.[3]